# توپ شیطونک

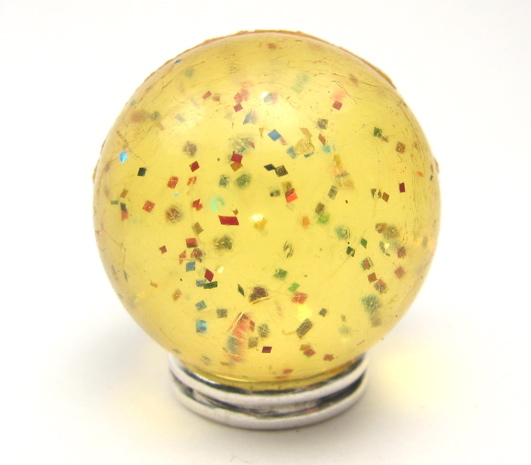
شمایل متداول یک توپ شیطونک

توپ شیطونک یا توپ بازی‌گوش یا توپ گوشتی یک نوع وسیله برای سرگرمی و بازی کودکان است. علت نام‌گذاری آن حرکت زیاد هنگام ضربه‌خوردن و گاهی شکستن اجسامی که با آن برخورد می‌کند است. توپ شیطونک قطری حدود ۲ سانتی‌متر و وزنی حدود ۱۰۰ گرم دارد ولی با قطر و جرم بزرگ‌تر و کوچکتر نیز وجود دارند. اغلب آنها از پلاستیک نرم و انعطاف‌پذیر ساخته شده‌اند تا هنگام زمین‌خوردن و ضربه‌دیدن به این طرف و آن طرف بروند.